# Tribuno consular
Tribuno consular, chamado em latim tribuni militum consulari potestate ("tribunos militares com autoridade consular"), foram tribunos eleitos com poderes consulares durante o chamado "Conflito das Ordens" no início da República Romana, com os primeiros eleitos em 444 a.C.. Foram eleitos esporadicamente daí até 408 a.C., continuamente até 394 a.C. e novamente entre 391 e 367 a.C..

## Origem
Segundo os relatos de Lívio e Dionísio de Halicarnasso, a magistratura dos tribuni militum consulari potestate foi criada durante o Conflito das Ordens, juntamente com o censor, com o objetivo de dar aos plebeus acesso aos níveis mais altos do governo romano sem que fosse necessário alterar o consulado.
A escolha anual se seria eleito um colégio de tribunos consulares ou cônsules era feita por senatus consultum, o que explicaria, ainda segundo Lívio, a intercalação de anos com tribunos consulares com outros apenas com cônsules.
Estudiosos modernos acreditam atualmente, porém, que a criação dos tribunos consulares se deu por conta da mudança das necessidades militares e administrativas do cada vez maior estado romano. Na década de 440 a.C., os tribunos consulares, eleitos das três antigas tribos dos titienses (sabinos), ramnenses (latinos) e luceres (etruscos), eram parte de uma reorganização geral da estrutura militar do estado romano para maximizar a eficiência militar, o que incluiu a criação dos censores, que eram responsáveis por identificar a quantidade de cidadãos aptos para o serviço militar, e dos questores, responsáveis pelo tesouro e pela logística de suprimentos dos exércitos, Originalmente patrícios, eram chamados apenas de "tribunos militares" e eram responsáveis por liderar os exércitos numa batalha. Foi apenas muito depois que eles receberam a anacrônica adição do sufixo "com autoridade consular", numa tentativa de distingui-los dos tribunos militares, que eram os oficiais legionários dos períodos intermediário e tardio da República.
Os tribunos, como seus predecessores consulares, detinham o poder (imperium) consular, indicando que eles precisavam ser eleitos pela Assembleia das centúrias e que as necessidades contemporâneas do estado já não mais estavam sendo eficientemente servidas pelo sistema consular. De um número inicial de três, os tribunos consulares aumentaram para quatro pela primeira vez em 426 a.C. por causa da captura e anexação de Fidenas.
Então, em 405, o número aumentou novamente para seis e, depois disto, com exceção de anos excepcionais com oito ou até dez tribunos consulares, o estado romano foi liderado por seis tribunos consulares quase todos os anos até a dissolução da função e a reintrodução do consulado em 366 a.C.. O aumento se deu pela necessidade de os tribunos consulares lidarem não apenas com os assuntos militares de Roma, mas também as necessidades administrativas da cidade.

## Dissolução da função
Segundo Lívio, a prática de eleger tribunos consulares terminou definitivamente em 366 a.C., quando a Lex Licinia Sextia entrou em vigor, permitindo que os plebeus tivessem acesso ao consulado. A compreensão moderna deste processo interpreta a mudança como sendo reflexo da posição de Roma no Lácio ter se tornado suficientemente segura para permitir que as tarefas urbanas dos tribunos consulares pudessem ser realizadas por outros magistrados de diferentes níveis de autoridade (imperium). Assim, a reorganização do estado romano em 367/6 a.C. substituiu os seis tribunos consulares por cinco magistrados com funções distintas: os chefes do estado eram os dois cônsules, que lideravam as deliberações do Senado Romano. Além deles, havia o pretor, que cuidava dos assuntos judiciários, e mais dois edis curulários, que cuidavam dos assuntos administrativos, como a organização e a realização dos jogos públicos e controlavam os mercados da cidade.